# Пендлтон (Орегон)
Пендлтон (англ. Pendleton) — місто (англ. city) в США, в окрузі Уматілла штату Орегон. Населення — 17 107 осіб (2020).

## Географія
Пендлтон розташований за координатами 45°40′28″ пн. ш. 118°49′4″ зх. д. / 45.67444° пн. ш. 118.81778° зх. д. (45.674564, -118.817853).  За даними Бюро перепису населення США в 2010 році місто мало площу 27,25 км², уся площа — суходіл.

### Клімат
| Клімат : Пендлтон       | Клімат : Пендлтон | Клімат : Пендлтон | Клімат : Пендлтон | Клімат : Пендлтон | Клімат : Пендлтон | Клімат : Пендлтон | Клімат : Пендлтон | Клімат : Пендлтон | Клімат : Пендлтон | Клімат : Пендлтон | Клімат : Пендлтон | Клімат : Пендлтон | Клімат : Пендлтон |
| Показник                | Січ.              | Лют.              | Бер.              | Квіт.             | Трав.             | Черв.             | Лип.              | Серп.             | Вер.              | Жовт.             | Лист.             | Груд.             | Рік               |
| Абсолютний максимум, °C | 21,7              | 24,4              | 28,3              | 35,0              | 39,4              | 42,8              | 45,6              | 45,0              | 40,0              | 33,9              | 26,7              | 23,9              | 45,6              |
| Середній максимум, °C   | 5,4               | 8,2               | 12,9              | 16,7              | 21,1              | 25,7              | 31,1              | 30,4              | 25,2              | 17,6              | 9,6               | 4,2               | 17,4              |
| Середній мінімум, °C    | −1,8              | −0,9              | 1,7               | 4,0               | 7,6               | 10,8              | 14,0              | 13,8              | 9,7               | 4,5               | 0,8               | −2,8              | 5,2               |
| Абсолютний мінімум, °C  | −32,2             | −29,4             | −17,2             | −8,3              | −5,6              | −1,1              | 3,3               | −1,1              | −6,1              | −11,7             | −25               | −33,3             | −33,3             |
| Норма опадів, мм        | 36                | 28                | 34                | 30                | 34                | 25                | 8                 | 10                | 14                | 26                | 39                | 37                | 322               |
| Днів з опадами          | 12,1              | 9,3               | 11,6              | 9,0               | 9,3               | 6,3               | 2,9               | 2,4               | 3,9               | 6,8               | 12,3              | 12,0              | 97,9              |
| Днів зі снігом          | 3,0               | 1,8               | 0,9               | 0                 | 0                 | 0                 | 0                 | 0                 | 0                 | 0,1               | 1,4               | 4,1               | 11,3              |
| ----------------------- | ----------------- | ----------------- | ----------------- | ----------------- | ----------------- | ----------------- | ----------------- | ----------------- | ----------------- | ----------------- | ----------------- | ----------------- | ----------------- |
| Джерело: NOAA           |                   |                   |                   |                   |                   |                   |                   |                   |                   |                   |                   |                   |                   |

## Демографія
Згідно з переписом 2010 року, у місті мешкало 16 612 осіб у 6220 домогосподарствах у складі 3789 родин. Густота населення становила 610 осіб/км².  Було 6800 помешкань (250/км²).
Расовий склад населення:
| - 87,3 % — білих - 3,2 % — корінних американців - 1,4 % — чорних або афроамериканців - 1,1 % — азіатів - 0,2 % — вихідців з тихоокеанських островів - 3,6 % — осіб інших рас |

До двох чи більше рас належало 3,3 %. Частка іспаномовних становила 9,7 % від усіх жителів.
За віковим діапазоном населення розподілялося таким чином: 21,9 % — особи молодші 18 років, 65,3 % — особи у віці 18—64 років, 12,8 % — особи у віці 65 років та старші. Медіана віку мешканця становила 36,9 року. На 100 осіб жіночої статі у місті припадало 114,8 чоловіків;  на 100 жінок у віці від 18 років та старших — 119,2 чоловіків також старших 18 років.
Середній дохід на одне домашнє господарство  становив 59 540 доларів США (медіана — 46 772), а середній дохід на одну сім'ю — 72 107 доларів (медіана — 60 693). Медіана доходів становила 45 547 доларів для чоловіків та 35 102 долари для жінок. За межею бідності перебувало 15,1 % осіб, у тому числі 20,2 % дітей у віці до 18 років та 6,4 % осіб у віці 65 років та старших.
Цивільне працевлаштоване населення становило 7210 осіб. Основні галузі зайнятості: освіта, охорона здоров'я та соціальна допомога — 26,1 %, мистецтво, розваги та відпочинок — 12,1 %, публічна адміністрація — 11,7 %.